# Otto Wachs (Landrat)
Otto Wachs (* 16. Juni 1874 in Hanerau; † 23. März 1941 in Lutherstadt Wittenberg) war ein deutscher Verwaltungsbeamter.

## Leben
Otto Wachs war Sohn des Gutsbesitzers und Reichstagsabgeordneten Hans Heinrich Wachs. Er studierte an der Philipps-Universität Marburg, der Albert-Ludwigs-Universität Freiburg und der Friedrich-Wilhelms-Universität zu Berlin Rechtswissenschaft. In Marburg wurde er 1893 Mitglied des Corps Hasso-Nassovia. 1894 schloss er sich dem Corps Suevia Freiburg an. 1896 wurde er zum Dr. iur. promoviert. Im selben Jahr begann er das Referendariat. 1898 begann er das Regierungsreferendariat. Seit 1901 Regierungsassessor, wurde er 1905 landrätlicher Hilfsbeamter auf Helgoland.
Von 1907 bis 1911 war Wachs Landrat des Kreises Jork. 1911 wechselte er als Landrat in den Kreis Süderdithmarschen, wo er bis 1919 Landrat war. Von 1921 bis 1938 war Wachs Mitglied des Bezirksausschusses und des Bezirksverwaltungsgerichts in Schleswig. Von 1922 bis 1937 gehörte er dem Vorstand der Landesbank der Provinz Schleswig-Holstein an. Nach 1937 lebte er im Ruhestand in Kitzeberg bei Kiel. Seit 1906 war er verheiratet mit Irmgard Nieper aus Goslar, mit der er zwei Töchter und zwei Söhne hatte. Sein Sohn war der Bankier und Olympiateilnehmer 1936 Otto Wachs.